# Mortelle rencontre
Pour plus de détails, voir Fiche technique et Distribution.
Mortelle rencontre (titre original : Deadly Strangers) est un film britannique réalisé par Sidney Hayers, sorti en 1975.

## Fiche technique
- Titre original : Deadly Strangers
- Titre français : Mortelle rencontre
- Réalisation : Sidney Hayers
- Scénario : Philip Levene
- Musique : Ron Goodwin
- Pays d'origine : Royaume-Uni
- Format : Couleurs - 1,78:1 - Mono
- Genre : thriller
- Date de sortie : 1975

## Distribution
- Hayley Mills : Belle Adams
- Simon Ward : Stephen Slade
- Sterling Hayden : Malcolm Robarts
- Ken Hutchison : Jim Nicholls
- Peter Jeffrey : l'oncle de Belle